# Јевстатије Караматијевић
Јевстатије Караматијевић (Нова Варош, 30. новембар 1881 — Загреб, 9. април 1948) био је православни свештеник, друштвено-политички и културни радник НР Србије.

## Биографија
Јевстатије Караматијевић је рођен 30. новембра 1881. године у Новој Вароши. Четири разреда гимназије завршио је у Скопљу (1900—1904), а матурирао на Богословско-учитељској школи у Призрену, 1908. године. Служио је као свештеник и учитељ у свом крају, где је стекао чин протојереја. Залагао се за очување верских и просветних права Срба у Османском царству.
Био је припадник покрета за ослобођење српског народа Старог Влаха од османске власти и комита, због чега је био хапшен и затваран. Био је један од организатора устанка у околини Нове Вароши 1912. године. Учествовао је у Балканским ратовима, а у Првом светском рату прешао је са Српском војском преко Албаније на Крф, те учествовао у пробоју Солунског фронта.
У раздобљу између два светска рата био је члан Демократске, а потом и Самосталне демократске странке (СДС).
После капитулације Југославије априла 1941, прикључио се Народноослободилачком покрету (НОП) и са његовим јединицама повукао се из Рашке области у Босну, где је држао говоре у корист антифашистичке пропаганде међу народом и православним свештенством. Сарађивао је на састављању декларације упућене свим свештеницима Југославије.
За време рата, био је свештеник Треће пролетерске санџачке бригаде, председник НОО-а Нове Вароши, потпредседник ЗАВНО Санџака и члан његовог Извршног одбора. У Бихаћу је 1942. године био изабран за члана Антифашистичког већа народног ослобођења Југославије (АВНОЈ) и остао у његовом телу до избора за Уставотворну скупштину 1945. године.
После рата, био је посланик Народне скупштине НР Србије и потпредседник Југословенског Црвеног крста и предводник делегације свештеника који су посетили Совјетски Савез.
Умро је 9. априла 1948. године у Загребу. Сахрањен је на Новом гробљу у Београду.

## Породица
Био је ожењен Јефимијом и имао два сина (Вук и Првослав) и три ћерке, који су сви учествовали у Другом светском рату на страни Народноослободилачког покрета. Унука Јевстатија Караматијевића је српска глумица Бранка Петрић Фехмиу.

## Литерарно-просветни рад
Караматијевић је током живота прикупљао народна предања са Старог Влаха и написао више текстова о историјским догађајима, личностима, култури и обичајима овог краја. Текстове је објављивао у „Цариградском гласнику“, „Босанској вили“, „Учитељу“, „Правди“, „Штампи“, „Политици“ и „Санџаку“.
Заслужан је за оснивање и рад Културног друштва „Зора“, „Српске омладине“, Стрељачке дружине, Градске читаонице и Соколског друштва у Новој Вароши.
Материјално је помагао школовање сиромашних ђака, интернат „Кнегиња Зорка“ ниже гимназије у Новој Вароши и подизање Соколског дома.

## Признања и одликовања
Носилац је Албанске споменице, док је за заслуге у Народноослободилачком рату (НОР) добио  чин пуковника Југословенске армије (ЈА) у резерви. Носилац је Партизанске споменице 1941. и других југословенских одликовања, међу којима су — Орден народног ослобођења, Орден братства и јединства првог реда и Орден за храброст.